# Weiße Baumnymphe

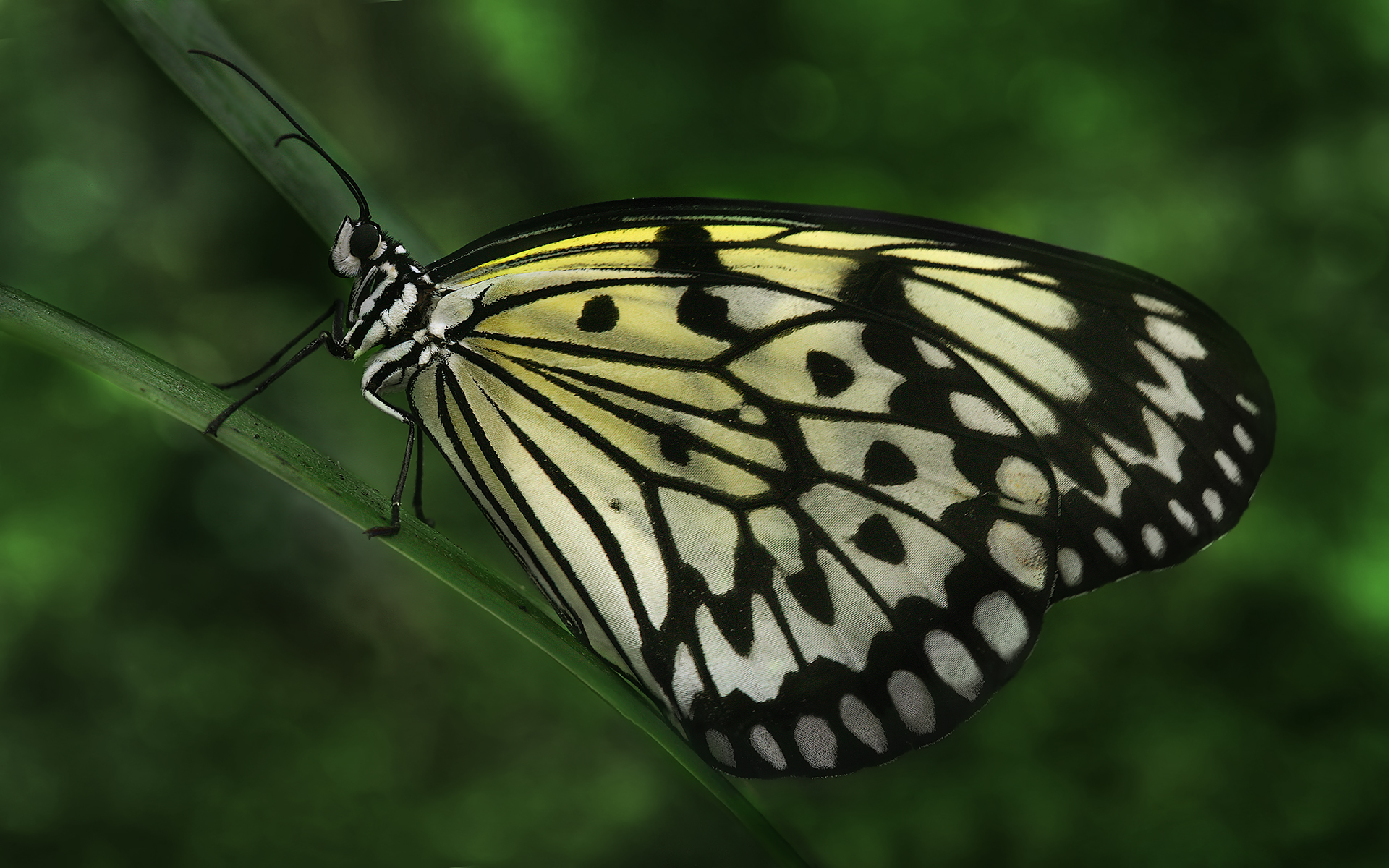
Weiße Baumnymphe (Idea leuconoe), Seitenansicht

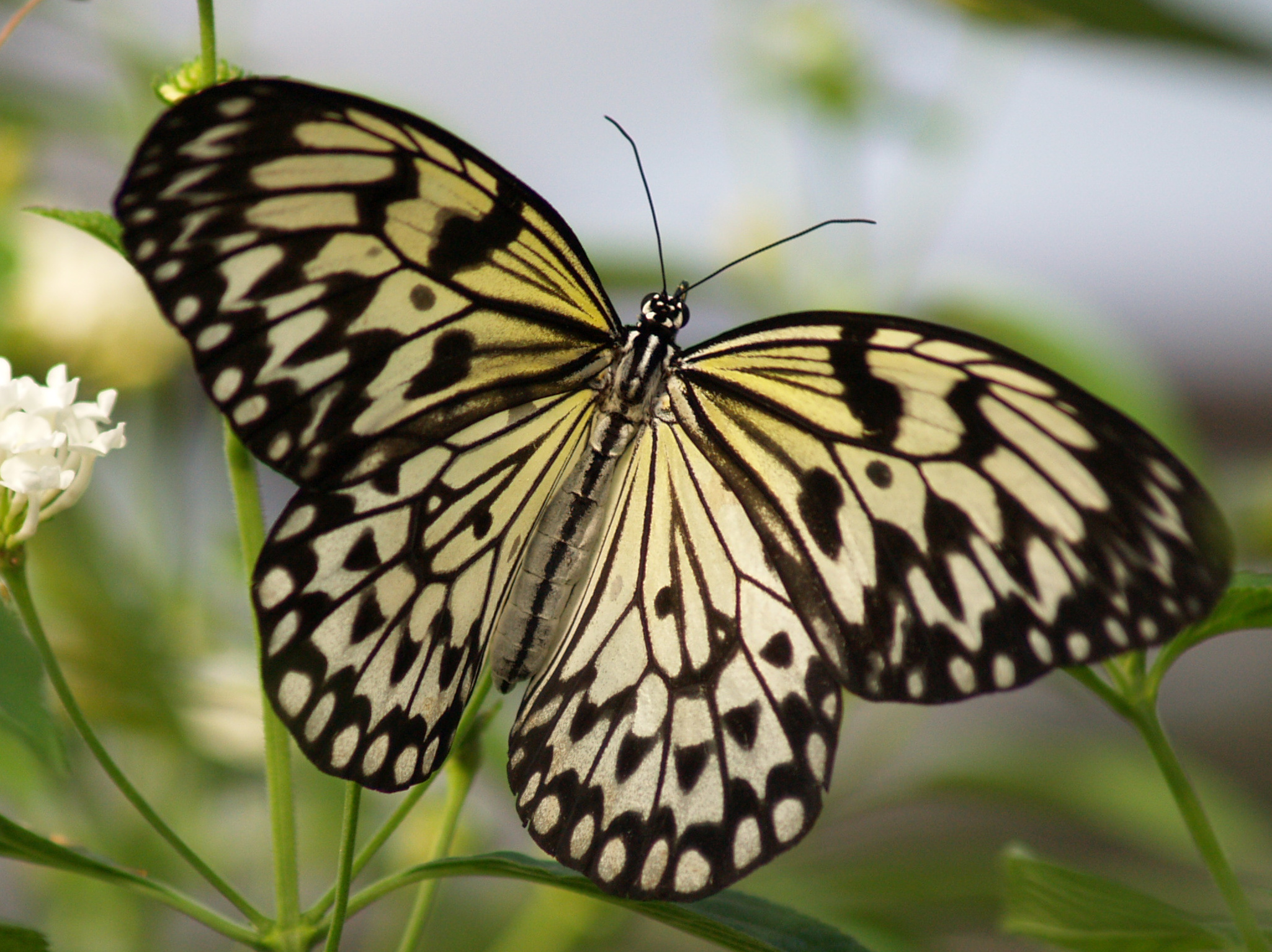
Flügeloberseite der Weißen Baumnymphe

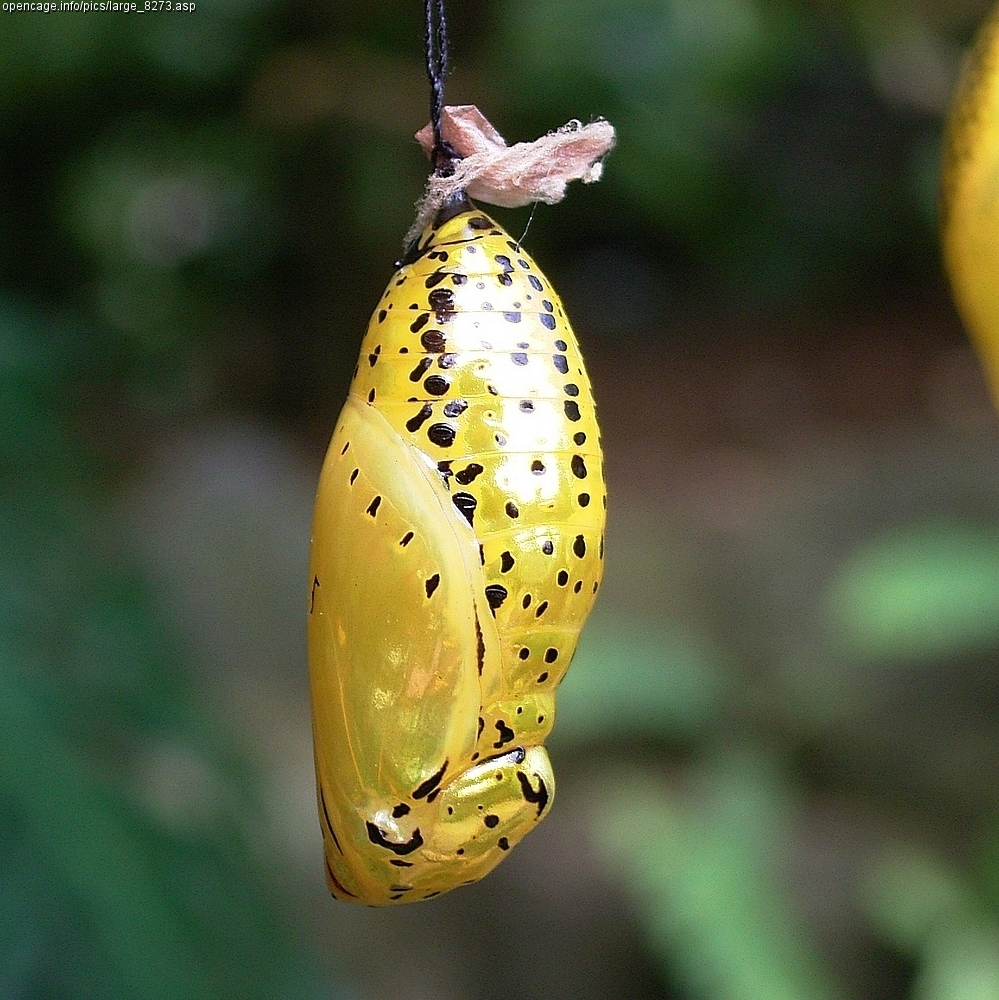
Puppe der Weißen Baumnymphe

Die Weiße Baumnymphe (Idea leuconoe) ist ein großer weißer Schmetterling (Tagfalter) mit schwarzer Zeichnung aus der Familie der Edelfalter (Nymphalidae), der oft in Schmetterlingszoos gezeigt wird. Die Art ist in Südostasien bis auf eine Höhe von etwa 800 m verbreitet. Aufgrund deutlicher Unterschiede in der Anzahl fühlerförmiger fleischiger Fortsätze der Raupen einzelner Unterarten könnte es sich um einen Artkomplex handeln.

## Merkmale

### Falter
Die Imagines erreichen eine Flügelspannweite von 95 bis 115 Millimetern. Sie haben leicht transparente, weiße Flügel, deren Flügeladern schwarz gefärbt sind. Sie haben zusätzlich, besonders entlang des Außenrandes der Vorderflügel, aber auch sonst auf den Flügeln verteilte schwarze Flecken. Etwa in der Mitte des Vorderrandes der Vorderflügel sitzt je ein großer schwarzer Fleck und weiter außen daneben ein weiterer kleinerer. Der Außenrand ist breit schwarz gefärbt, wobei darin weiße Flecken zu sehen sind.
Die männlichen Falter haben zusätzlich zu dem für die Tribus typischen Paar Haarbüschel, das am Hinterleib ausgestoßen werden kann, ein für die Gattung typisches kleineres Paar darüber liegend. Der Schaft des kleineren ist jeweils mit dem Schaft des Größeren gekoppelt.

### Ei
Die Oberfläche der blassgelben bis leicht rosafarbenen, ovalen Eier ist mit einem wabenförmigen Muster aus kleinen Vertiefungen überzogen. Längs liegen etwa 15 Waben übereinander und 21 laufen um die Achse. Um die Mikropyle liegen zwei Ringe aus deutlich kleineren Vertiefungen.

### Raupe

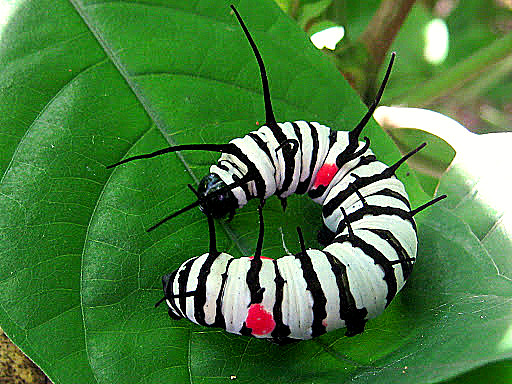
Raupe der Weißen Baumnymphe

Die Raupen tragen die für die Unterfamilie Danainae typischen fühlerförmigen fleischigen Fortsätze paarweise an Mesothorax, Metathorax und Abdominalsegment 2 und 8. Am Abdominalsegment 7 zeigen sich nur bei der Unterart Idea leuconoe riukiuensis kurze fleischige Fortsätze, alle anderen Unterarten haben hier nur ein Paar kleiner Knospen. Idea leuconoe nigriana hat zusätzlich kurze Fortsätze an Abdominalsegment 3 bis 6.
Die schwarzen Raupen haben weiße Querstreifen bei den Segmentgrenzen und seitlich teilweise rote Flecken zwischen den weißen Streifen vom Thorax bis zum 8. Abdominalsegment. Die Breite der Querstreifen und die Größe der Flecken variiert je nach Unterart und innerhalb der Unterarten, teilweise fehlen sie an manchen Segmenten ganz. Idea leuconoe clara kann sowohl schmale wie auch breite weiße Ringe haben und bis auf große Flecken an Abdominalsegment 2, 6 und 7 nur kleine rote Flecken. Ebenso gibt es Raupen der Unterart, bei denen alle Flecken gut ausgebildet und fast gleich groß sind.

### Puppe
Die glänzende Stürzpuppe hat eine orangegelbe bis goldene Grundfarbe und ist schwarz gesprenkelt. Seitlich am Thorax verläuft ein Band aus schwarzen Punkten, die manchmal so groß sind, dass sie ineinander übergehen. Am Bauch bilden weiter verteilte schwarze Punkte mehrere laterale Reihen. An Kopf und den Rändern der Flügelscheiden verlaufen mehrere manchmal nur schwach ausgeprägte schwarze Linien. Die Flügelscheiden tragen nur sehr wenige kleine schwarze Male.

## Mimikry
Die Weiße Baumnymphe dient dem seltenen Ritterfalter Graphium idaeoides auf den Philippinen als Vorbild für Mimikry. Von der Weißen Baumnymphe unterscheidet sich Graphium idaeoides durch einen leicht gewellten Außenrand der Hinterflügel und sechs statt vier Beinen. Das vordere Beinpaar der Weißen Baumnymphe ist, für Edelfalter typisch, zu direkt am Kopf sitzenden Putzpfoten reduziert.

## Vorkommen

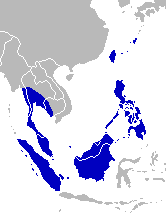
Verbreitung der Weißen Baumnymphe

Das Verbreitungsgebiet der Weißen Baumnymphe erstreckt sich in Südostasien vom Süden Burmas, Thailands und Kambodschas über Malaysia und Teile Indonesiens (Sumatra und Borneo), die Philippinen bis nach Taiwan und zu den Ryūkyū-Inseln.
Die Falter werden oft in Schmetterlingszoos gehalten, wobei sie hier ein Alter von 19 bis 104 Tagen erreichen.

## Lebensraum
Die Falter sind typische Waldbewohner, die auch in sekundären Wäldern anzutreffen sind. Neben Idea agamarschana ist die Weiße Baumnymphe die einzige Art der Gattung, die in Mangrovenwäldern anzutreffen ist. Die vertikale Verbreitung reicht von Küstenregionen, wo sie besonders häufig ist, bis auf 800 Meter ü. NN auf.

## Lebensweise

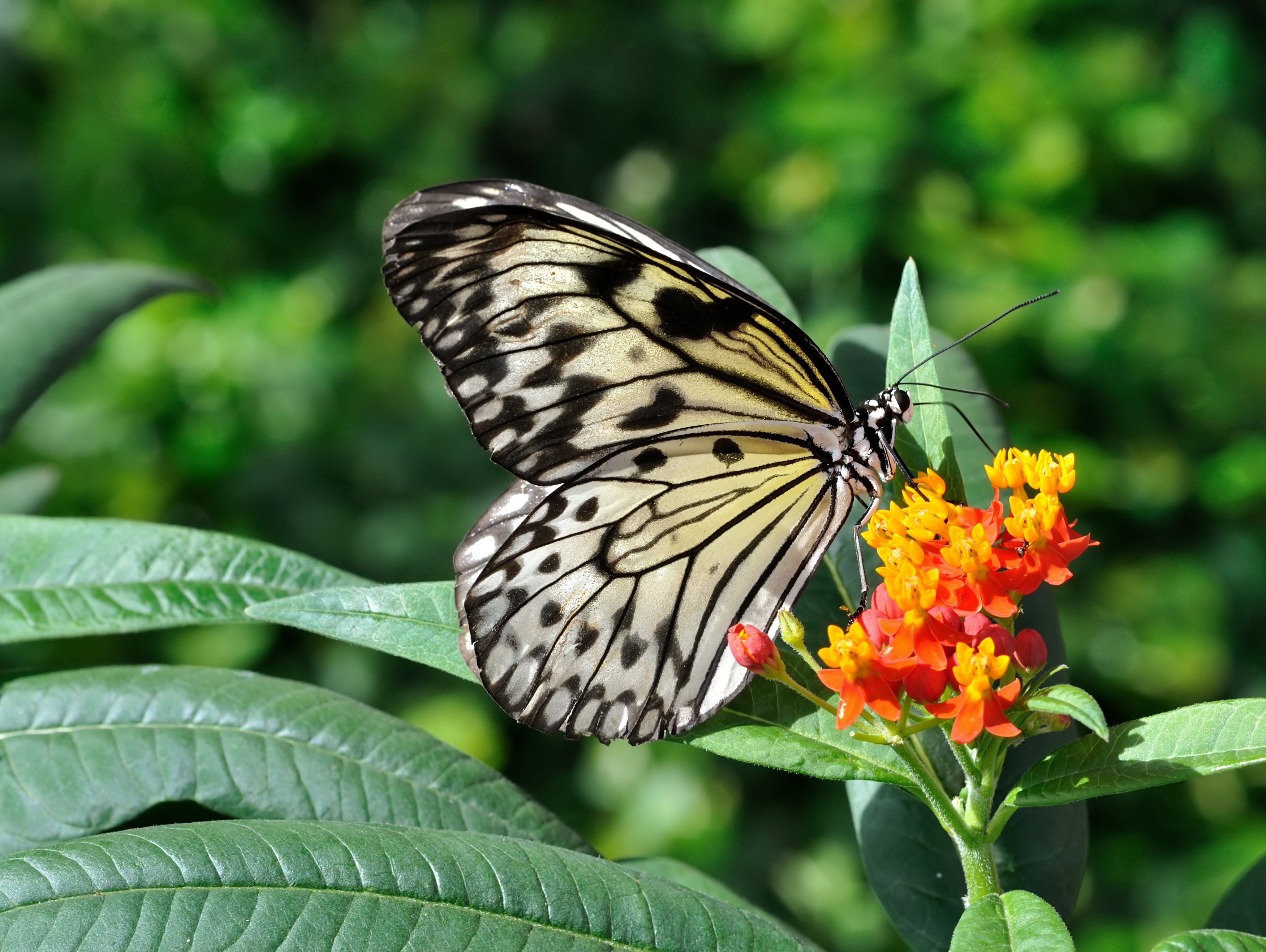
Weiße Baumnymphe auf einer Indianer-Seidenpflanze

Der Flug der Falter wirkt plump und unbeholfen. Sie scheinen kaum in der Lage zu sein, mit ihren schwachen Muskeln ihre großen Flügel zu kontrollieren. Dieser Eindruck täuscht, da sie auch schnell fliegen können, obwohl sie einen langsamen Flügelschlag haben. Einzelne Falter fliegen langsam und segeln oft unter dem Kronenschluss oder über Sämlingen in fünf bis 10 Meter Höhe. In Lichtungen und an Pfaden segeln sie gelegentlich zum Boden. Sie ruhen oft an hervorstehenden Zweigen und besuchen nur selten Blüten. Die Falter sind gesellig und fliegen manchmal um bestimmte Bäume, wobei nicht bekannt ist, was sie anlockt.
Balzende Männchen können dank ihrer ausgezeichneten Koordination minutenlang an einer Stelle schweben. Dabei verharren sie etwa 30 cm über einem in der Vegetation sitzenden Weibchen und fächeln ihm mit ihren Flügelschlägen Pheromone (Viridifloric β-Lacton und Danaidon) aus ihren Haarbüscheln zu. Die Pheromone werden aus Alkaloiden gebildet, die schon die Raupen über die Nahrungspflanzen aufnehmen. Die Weibchen erkennen geeignete Pflanzen der Gattung Parsonsia für die Eiablage, im Fall von Parsonsia laevigata an den Pyrrolizidinalkaloiden Parsonsianin, Parsonsianidin und 17-Methylparsonsianidin, während das ähnliche Parsonin keine Rolle spielt.

## Lebensweise der Raupen

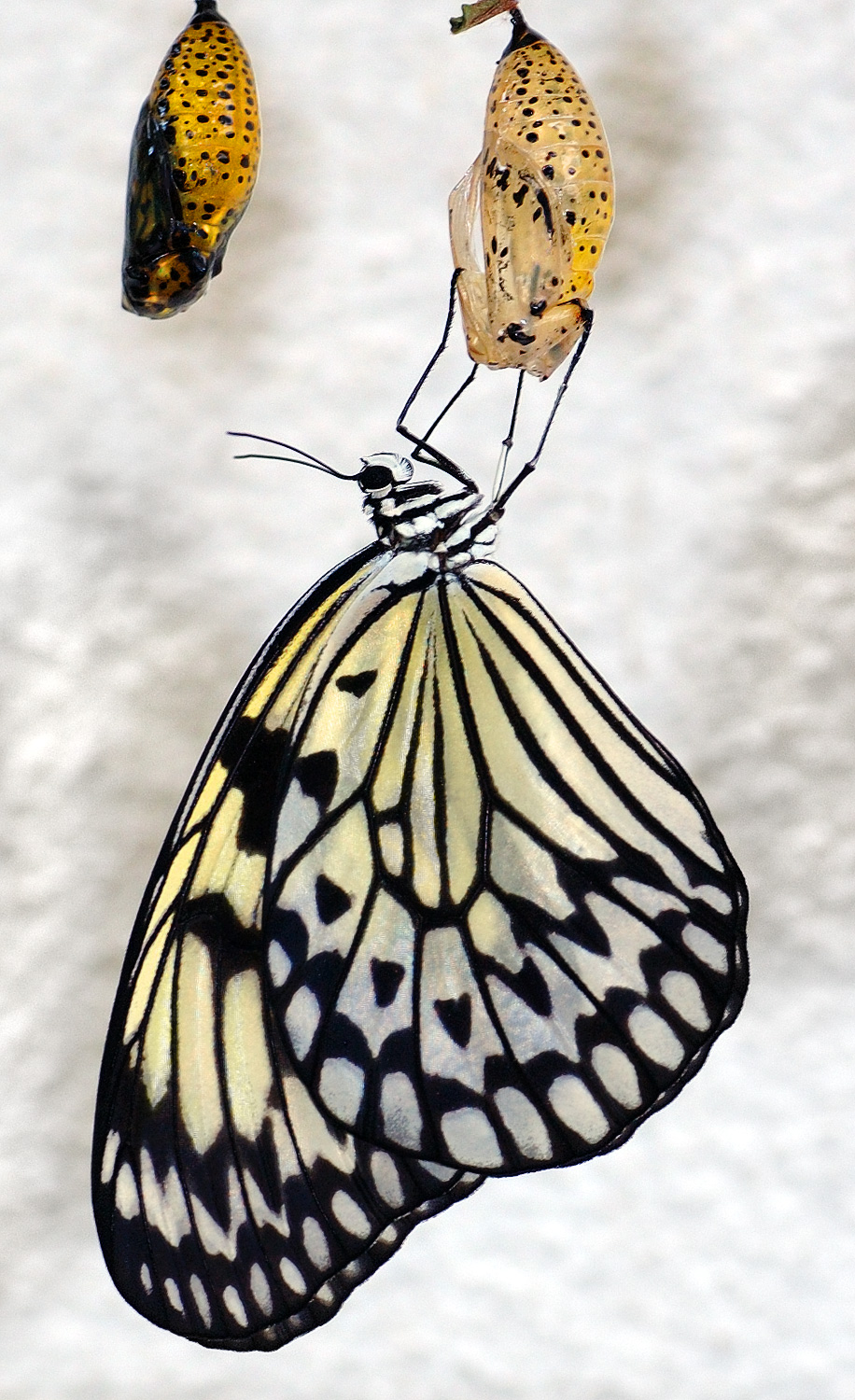
Schlüpfendes Tier

Vom ersten bis zum frühen dritten Stadium fressen die Raupen kreisrunde Löcher in die Blätter der Nahrungspflanzen und ernähren sich vom Gewebe an diesem Einschnitt. Im vierten und fünften Stadium beißen die Raupen zuerst den Blattstiel durch, bevor sie entfernt von den früheren Frassstellen zu fressen beginnen. In den Mangroven von Brunei bauen die Raupen der Weißen Baumnymphe auf den Blättern von Parsonsia spiralis im ersten bis dritten Stadium einen gelben Ring aus Schaum um die Frassstellen. Der Schaumring schützt sie bis zu 6 Stunden lang vor der Weberameise Oecophylla smarigdina bis er vertrocknet und wirkungslos wird. Stößt eine Ameise auf einen derartigen Ring, wenn sich die Raupe nicht bewegt, so schreckt sie zurück, putzt ihre Antennen und sucht an einer anderen Stelle weiter. Bewegt sich dagegen die Raupe innerhalb des Rings, so wird die Ameise auf sie aufmerksam und versucht bis zu fünfmal, den Schaum zu überwinden. Dies gelingt ihr meist nicht und sie putzt ihre Antennen und Beine und sucht ebenfalls an anderer Stelle weiter nach Nahrung. 10 bis 17 derartige Attacken halten Schaumringe aus, die nicht älter als zwei Stunden sind. Dieses Verhalten ist innerhalb der Unterfamilie Danainae nur noch von der im selben Gebiet vorkommenden Euploea crameri bekannt. Bei der Gattung Stauronema aus der Familie der Echten Blattwespen (Tenthredinidae) ist dieses Verhalten ebenfalls bekannt, was zeigt, dass sich dieses Verhalten mindestens zweimal unabhängig voneinander entwickelt hat.

### Nahrung der Raupen
Die Raupen ernähren sich von Parsonsia helicandra, Parsonsia spiralis und Parsonsia laevigata aus der Familie der Hundsgiftgewächse (Apocynaceae) und Cynanchum formosanum und Tylophora hispida aus der Familie der Seidenpflanzengewächse (Asclepiadoideae). Diese Pflanzen enthalten für Wirbeltiere giftige Alkaloide wie etwa Parsonin (C15H21NO5) im Fall von Parsonsia laevigata.

## Unterarten
Von der Weißen Baumnymphe wurden viele Unterarten beschrieben, deren Vorkommen oft auf einzelne Inseln beschränkt ist.
- Idea leuconoe siamensis (Godfrey, 1916): Thailand, Kambodscha und das sehr südliche Burma
- Idea leuconoe chersonesia (Fruhstorfer, 1898): Malaysia (Tioman), Sumatra, Bangka, Riau-Inseln, Lingga-Archipel, Belitung, Krakatau
- Idea leuconoe natunensis Snellen, 1895: Natuna-Inseln
- Idea leuconoe nigriana Grose-Smith, 1895: Borneo, Banggi, Taganak
- Idea leuconoe princesa Staudinger, 1889: Palawan
- Idea leuconoe vicetia Fruhstorfer, 1911: Dumaran
- Idea leuconoe gordita Fruhstorfer, 1911: Mindoro, Ticao
- Idea leuconoe solyma Fruhstorfer, 1910: Bayuyan
- Idea leuconoe athesis Fruhstorfer, 1911: Polillo-Archipel
- Idea leuconoe obscura Staudinger, 1889: Negros, Panay, Leyte, Bohol, Mindanao, Dinagat, Basilan
- Idea leuconoe samara Fruhstorfer, 1910: Samar
- Idea leuconoe fregela Fruhstorfer, 1911: Siargao
- Idea leuconoe princesa Staudinger, 1889: Sulu-Archipel
- Idea leuconoe clara (Butler, 1867): Taiwan
- Idea leuconoe kwashotoensis (Sonan, 1928): auf den taiwanischen Inseln Lü Dao und Lan Yu ("Orchideeninsel")
- Idea leuconoe riukiuensis Holland, 1893: auf den japanischen Ryūkyū-Inseln (Kikaijima)
- Idea leuconoe godmani Oberthür, 1878: Sangihe
- Idea leuconoe esanga Fruhstorfer, 1898: Talaud-Inseln
- Idea leuconoe lasiaka van Eecke, 1913: Simeuluë
- Idea leuconoe vedana Fruhstorfer, 1906: Nias, Batu-Inseln
- Idea leuconoe engania: (Doherty, 1891) Enggano
- Idea leuconoe karimondjawae van Eecke, 1933: Karimunjawa
- Idea leuconoe gamaoi Jumalon, 1975: Cebu
- Idea leuconoe moira Fruhstorfer, 1910
- Idea leuconoe caesena Fruhstorfer, 1911
- Idea leuconoe javana Fruhstorfer, 1896